# Korkorla
Korkorla – appelé Kwoïgwoi en sénoufo – est une commune rurale située dans le département de Samorogouan de la province de Kénédougou dans la région des Hauts-Bassins au Burkina Faso.

## Géographie
Korkorla est situé à environ 25 km au nord de Samorogouan et à 6 km au nord-ouest de Kongolikoro. Le village est constitué de deux grands quartiers Gnawo séguessi et Ngodia séguessi, ainsi que les lieux de brousse Koulto, Gargnana et Tieguèrè et possède deux marigots : Woroguéré et Kénédou.
Les principales ethnies de Korkorla sont les Sénoufos, les Mossis et les Peuls. En sénoufo Kwoïgwoi signifie « sous l'arbre kôgô ».

## Administration
Dépendant sur le plan administratif du maire de Samorogouan (où le village a deux conseillers administratifs) dans ses rapports à l'État et pour l'organisation des services publics, le village de Korkorla répond également à une chefferie traditionnelle tenue par le chef coutumier (Koulfo) qui assure le respect et l'adoration des lieux sacrés et le chef du village (Kanhafolo) qui l'administre localement ; à Korkorla ces deux chefferies sont fusionnées. Cette chefferie est transmise de manière patrilinéaire au sein de la famille Traoré et passe à l'homme le plus âgé dans la grande famille paternelle de l'ancien chef à sa mort ; les généalogies sont pour les chefs : Gnawo, Zépégué, Kabagoro, Jojo, Nagoro, Va Nabouzé et Nazé Traoré.

## Économie
L'économie de la commune repose sur l'agriculture de subsistance (mil, maïs, sorgho, haricot, arachides) ainsi que sur la culture de rente du coton depuis 1960. Korkorla a sept Groupements de producteurs de coton (les GPCs Korkorla 1, Korkorla 2, Faso djigui, Ala kabo, Yèrènyini, Sinignassigui et Mina songo) dans le village ainsi que deux associations de culture mais aucune association de femmes. L'élevage (bœufs, chèvres, moutons, volailles) est aussi pratiqué.
Depuis 2008, Korkorla tient un marché hebdomadaire le mercredi où viennent des chalands et des marchands des communes alentour de Sana, Kongolikoro, Kokouna et Faranga.

## Santé et éducation
Le centre de soins le plus proche de Korkorla est le centre de santé et de promotion sociale (CSPS) de Kongolikoro. La commune possède depuis 2002 deux puits à grand diamètre dans le quartier de Gnawo ainsi qu'un ancien forage non fonctionnel à Ngodia datant de 1995.
La commune possède une école primaire de trois classes construite en 2000 par la population mais les études secondaires doivent se faire au collège de Sindo.

## Religion
Historiquement de religion traditionnelle reposant sur le fétichisme, Korkorla continue à le pratiquer avec l'adoration de cinq grands fétiches que sont : le « Konon » (dans le quartier de Ngodia) originaire de Néba au Mali, le « Gnan » (dans le quartier de Ganwo) originaire de Kanguésékoro au Mali. Il existe de même des lieux sacrés que sont Katienré, Koultrangué, Siguinara, Korsigué, Katanzé et Koulé.
L'islam sunnite est la seule religion monothéiste pratiquée à Korkorla dans la mosquée située au centre du village.

## Culture
Le village possède deux groupes de joueurs de balafon, un par quartier, ainsi qu'un groupe de korigué, un gros tambour joué pour les cérémonies.